# Усков, Алексей Васильевич
Алексей Васильевич Усков (род. 12 декабря 1962, Москва) — российский футболист, игрок в мини-футбол. Известен своими выступлениями за московские клубы «Минкас» и ЦСКА. Выступал за сборную России по мини-футболу.

## Биография
Воспитанник московского клуба ФШМ. В нём дебютировал во второй лиге. Впоследствии играл за смоленскую «Искру», тульский «Арсенал», могилёвский «Днепр» и курский «Авангард». В 1989 году перешёл в алданский «Металлург». В 1991 году принял участие в первом чемпионате СССР по мини-футболу и выиграл серебряные медали. После этого принял решение о переходе в мини-футбол.
В 1993 году перешёл в московский «Минкас». Именно в столичном клубе он провёл наиболее значимый отрезок своей карьеры, помимо серебряных и бронзовых медалей чемпионата России выиграв Кубок России и Кубок Высшей лиги. В 1999 году Усков перешёл в ЦСКА, в котором в 2001 году и завершил игровую карьеру.
Сыграл 12 матчей и забил 2 мяча за сборную России по мини-футболу. Бронзовый призёр чемпионата мира 1996 года.
После окончания игровой карьеры четыре года работал в тренерском штабе ЦСКА, затем — в «Норильском никеле» и «Спартак-Щёлково». В 2010 году вновь работает в Норильске, возглавляя дубль команды.
В начале января 2021 года ряд СМИ сообщили о смерти Алексея Ускова, но позже эта информация была опровергнута. 

## Достижения
- Бронзовый призёр чемпионата мира по мини-футболу 1996
- Обладатель Кубка России по мини-футболу: 1994
- Обладатель Кубка Высшей лиги по мини-футболу: 1994